# Watching Movies with the Sound Off
Watching Movies with the Sound Off es el segundo álbum de estudio del rapero estadounidense Mac Miller. Fue lanzado el 18 de junio de 2013 por Rostrum Records. El álbum continuó con sus cambios en el sonido musical que comenzaron con el mixtape Macadelic. Miller describió el álbum como muy introspectivo y muy personal. Cuenta con apariciones especiales de Earl Sweatshirt, Ab-Soul, Action Bronson, Schoolboy Q y Tyler, the Creator, entre otros. La producción estuvo a cargo principalmente del propio Miller (bajo el seudónimo de Larry Fisherman), entre otros como Diplo, Tyler, the Creator, Flying Lotus, The Alchemist, Clams Casino, Earl Sweatshirt, J. Hill, Chuck Inglish y Pharrell Williams.
Watching Movies with the Sound Off fue apoyado por tres sencillos, "S.D.S.", "Watching Movies" y "Goosebumpz", que alcanzaron el puesto 41, 33 y 43 en los puestos Hot R&B/Hip-Hop de Estados Unidos respectivamente. El álbum recibió críticas generalmente positivas de los críticos, que elogiaron su nueva influencia psicodélica del hip hop y su lirismo mejorado. También le fue bien comercialmente debutando en el número tres en el Billboard 200 de Estados Unidos, vendiendo 102.000 copias en su primera semana de venta.

## Antecedentes
El 14 de octubre de 2012, Miller anunció que su segundo álbum, Watching Movies with the Sound Off, se lanzaría a principios de 2013. El título del álbum se deriva del hábito de Miller de hacer música en el estudio mientras ve películas en silencio. Al hablar del álbum, Miller dijo que es "muy introspectivo y muy personal, así que es como tirarlo todo y ver qué pasa".
La portada del álbum fue lanzada a través del sitio web de Miller el 8 de mayo de 2013. La portada muestra a Miller sentado desnudo en una mesa, su conveniente ubicación del "Parental Advisory" evitando cualquier exposición indecente. La cubierta minimalista tiene una manzana sobre la mesa, un adorno con flores y un querubín dorado que cuelga del techo. La portada fue diseñada por Miller McCormick. Complex clasificó la portada en el número 21 en su lista de mejores portadas de álbumes de 2013.

## Lanzamiento y promoción
A finales de 2012, Miller confirmó una fecha de lanzamiento a principios de 2013 para el álbum. En una entrevista del 1 de marzo de 2013 con MTV, Miller anunció que estaba cerca de terminar el álbum y que lanzaría videos musicales en unas pocas semanas. A finales de marzo de 2013, Miller anunció una fecha de lanzamiento de mayo o junio de 2013, y dijo que el álbum estaba a una canción de su finalización. Entregó el álbum al sello a finales de abril de 2013. El 2 de mayo, anunció a través de Ustream y Twitter que el álbum se lanzaría el 18 de junio de 2013.
El 9 de marzo de 2013, anunció que el primer sencillo de Watching Movies with the Sound Off sería "S.D.S.". Estrenó un fragmento de la canción en el segundo episodio de su programa de telerrealidad. La canción está producida por Flying Lotus. Luego, el 21 de abril, Miller anunció que lanzaría la canción el 23 de abril de 2013 y el video musical al día siguiente. La canción alcanzó el puesto 41 en las canciones Hot R&B/Hip-Hop de Estados Unidos.
El 4 de mayo de 2013, Miller anunció en Twitter que el segundo sencillo del álbum se titularía "Watching Movies" y sería producido por él mismo junto con Sap. Tres días después, Miller confirmó que la canción se estrenaría el 9 de mayo de 2013. Más tarde, ese mismo mes, el 25 de mayo, la canción fue lanzada para descarga digital. Luego, el video musical de la canción fue lanzado el 14 de junio de 2013.
La canción "Goosebumpz" producido por Diplo sería lanzado como tercer sencillo del álbum el 28 de mayo de 2013.

## Lista de canciones
| N.º | Título                                        | Productor (es)  | Duración |  |
| 1.  | «The Star Room»                               | randomblackdude | 4:35     |  |
| 2.  | «Avian»                                       | Larry Fisherman | 3:16     |  |
| 3.  | «I'm Not Real» (con Earl Sweatshirt)          | randomblackdude | 3:23     |  |
| 4.  | «S.D.S.»                                      | Flying Lotus    | 3:04     |  |
| 5.  | «Bird Call»                                   | Clams Casino    | 2:08     |  |
| 6.  | «Matches» (con Ab-Soul)                       | ID Labs         | 2:58     |  |
| 7.  | «I Am Who Am (Killin' Time)» (con Niki Randa) | AdoTheGod       | 5:01     |  |
| 8.  | «Objects in the Mirror»                       | Williams        | 4:19     |  |
| 9.  | «Red Dot Music» (con Action Bronson)          | The Alchemist   | 6:07     |  |
| 10. | «Gees» (con Schoolboy Q)                      | Chuck Inglish   | 2:55     |  |
| 11. | «Watching Movies»                             | Sap             | 3:40     |  |
| 12. | «Suplexes Inside of Complexes and Duplexes»   | Larry Fisherman | 2:47     |  |
| 13. | «Remember»                                    | Larry Fisherman | 4:28     |  |
| 14. | «Someone Like You»                            | J. Hill         | 4:16     |  |
| 15. | «Aquarium»                                    | Larry Fisherman | 4:38     |  |
| 16. | «Youforia»                                    | Clams Casino    | 4:01     |  |

| Bonus tracks |                                 |                    |          |  |
| N.º          | Título                          | Productor (es)     | Duración |  |
| 17.          | «Goosebumpz»                    | Diplo              | 3:22     |  |
| 18.          | «O.K.» (con Tyler, the Creator) | Tyler, the Creator | 2:40     |  |
| 19.          | «Claymation» (con Vinny Radio)  | ID Labs            | 3:52     |  |

## Posicionamiento en lista
| Lista (2013)                            | Mejor posición |
| --------------------------------------- | -------------- |
| Belgian Albums Chart (Flanders)         | 82             |
| Canadá (Billboard Canadian Albums)      | 4              |
| Nueva Zelanda (Recorded Music NZ)       | 36             |
| Reino Unido (UK Albums Chart)           | 56             |
| Reino Unido (UK R&B Albums)             | 5              |
| Estados Unidos (Billboard 200)          | 3              |
| Estados Unidos (Independent Albums)     | 1              |
| Estados Unidos (Top R&B/Hip-Hop Albums) | 3              |
| Estados Unidos (Top Rap Albums)         | 3              |